# Konrad Vanja

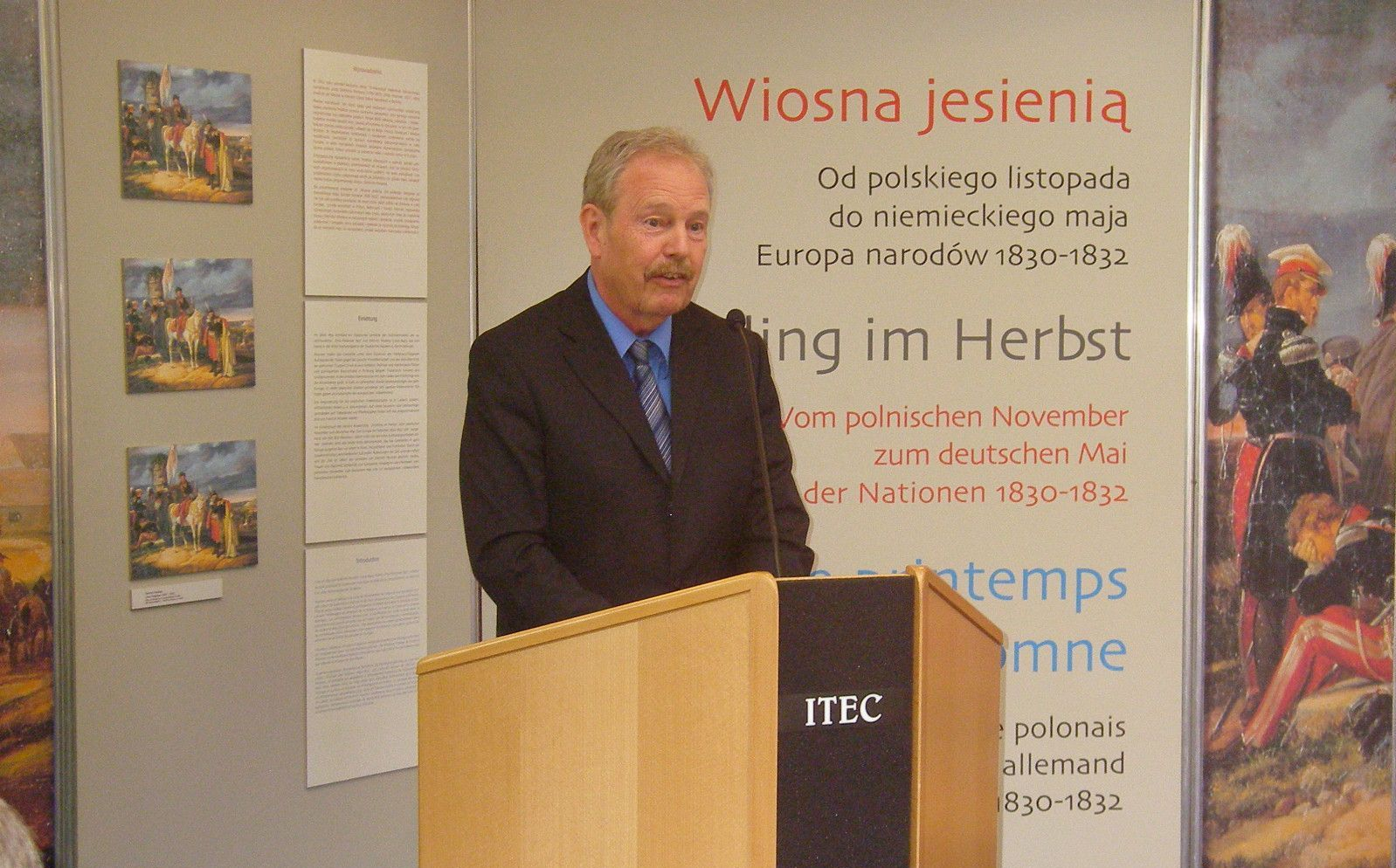
Konrad Vanja eröffnet die Wanderausstellung „Frühling im Herbst/Wiosna jesienią/Le printemps en automne. Vom polnischen November zum deutschen Mai. Das Europa der Nationen 1830–1832“, August 2011 in Weimar.

Konrad Vanja (* 1. Dezember 1947 in Leipzig) ist ein deutscher Volkskundler und war von 2000 bis 2012 Direktor des Museums Europäischer Kulturen in Berlin.

## Leben
Vanja studierte Volkskunde/Europäische Ethnologie, evangelische Theologie und Soziologie an der Philipps-Universität Marburg und promovierte 1977 bei Ingeborg Weber-Kellermann zu einem Thema der Sozialgeschichte Hessens im 19. Jahrhundert. Anschließend sammelte er Erfahrung in der wissenschaftlichen Museumsarbeit am Niedersächsischen Freilichtmuseum Cloppenburg, am Museum der Stadt Rüsselsheim sowie am Deutschen Werkzeugmuseum Remscheid. Am Museum für Deutsche Volkskunde der Staatlichen Museen zu Berlin – Stiftung Preußischer Kulturbesitz in West-Berlin war Vanja seit 1981 tätig: zunächst als wissenschaftlicher Angestellter, später als Kustos und Oberkustos. Seit 2000 leitete er das aus der Vereinigung des Museums für Volkskunde mit der europäischen Sammlung des Völkerkundemuseums hervorgegangene Museum Europäischer Kulturen (MEK) bis zu seiner Versetzung in den Ruhestand im Dezember 2012. Seine Nachfolgerin im MEK wurde Elisabeth Tietmeyer.
In seiner Forschung beschäftigt sich Konrad Vanja vornehmlich mit Populargraphik und interkulturellen Kontakten, wobei ihm das Verhältnis zwischen Deutschland und Polen besonders am Herzen liegt. Er konzipiert Ausstellungen und veröffentlicht u. a. zu den Themenbereichen europäische Populargraphik, Luxuspapier, Vivatbänder, Schmuck und Brauch, zum Bilderhandel in Europa sowie zur Geschichte der europäischen Freiheitsbewegungen im 19. Jahrhundert. Neben seiner vielfältigen wissenschaftlichen Gremienarbeit ist Vanja Mitbegründer und Mitherausgeber der Reihe „Arbeitskreis Bild Druck Papier“. Im März 2006 wurde ihm das Kavalierskreuz des Verdienstordens der Republik Polen verliehen, 2012 der Dialog-Preis der Deutsch-Polnischen Gesellschaft Bundesverband auf dem Hambacher Schloss.
Von 1995 bis 2005 war Vanja 2. Vorsitzender der Deutschen Gesellschaft für Volkskunde. Von 2008 bis 2017 war er Erster Vorsitzender des Adolf-Reichwein-Vereins und von 2010 bis 2017 Vorsitzender des Internationalen Arbeitskreises Bild Druck Papier. Vorstand
Deutsch-Polnische Stiftung Kulturpflege und Denkmalschutz (seit 2011), Mitglied des Stiftungsrats der Stiftung Schlesisches Museum zu Görlitz (seit 2012), Mitglied des Beirats der Deutsch-Polnische Gesellschaft der Universität Wrocław (Breslau), seit 2022.

## Schriften (Auswahl)
- Konrad Vanja, Les études sur l’image de dévotion en Allemagne d’Adolf Spamer à nos jours. In: Dominique Lerch, Kristina Mitaleité, Claire Rousseau, Isabelle Séruzier (Hrsg.), Les images de dévotion en Europe. XVIe – XXIe siècle. Une précieuse histoire. Paris: Éditions Beauchesne 2021, S. 431–457.
- Konrad Vanja, Langer Atem und vielfältiges Engagement. Eine Initiative zum Erhalt des Ansbacher Stadtfriedhofs. In: Hans-Peter Hübner und Klaus Raschzok (Hrsg.), Evangelische Friedhöfe in Bayern. Mit Bildern von Gerhard Hagen. München: Franz Schiermeier Verlag, 2021, S. 232–237.
- Peter Schabe, Alicja Siatka, Konrad Vanja, Polsko-niemiecki tydzień spotkań we Wrocławiu / Breslau 2018 – Polnisch-Deutsche Begegnungswoche in Wrocławiu / Breslau 2018. Zaginione światy - życie społeczności żydowskiej w Breslau / Wrocławiu wczoraj i dzisiaj utrwalone w ich zabytkach. Polsko-niemiecki tydzień spotkań w ramach ECHY 2018. 3 - 9 grudnia 2018. - Verschwundene Welten.– Wiedergefundene Orte: Jüdische Lebenswelten in Breslau gestern und heute im Spiegel ihrer Denkmale. Eine polnisch-deutsche Begegnungswoche im ECHY-Jahr 2018, 3. - 9. Dezember 2018. Abschlußdokumentation vorgelegt von der Deutsch-Polnischen Stiftung Kulturpflege und Denkmalschutz (Hrsg.). Wrocław: Agencja Wydawnicza ARGIsc. 2019. ISBN 978-83-64358-56-2
- Konrad Vanja, Die Geschichte des Bilderbogens – ein Abriss. In: Karin Kanter (Hrsg.), Bilder gehen um die Welt – Magdeburger Bilderbogen und ihre Zeit. Mit Beiträgen von: Karin Kanter, Konrad Vanja, Rüdiger Koch, Dieter Nievergelt Daniel Ricke und Carsten H. O. Tüngeler. Magdeburg: Kulturhistorisches Museum Magdeburg 2018, S. 8-19 (= Magdeburger Museumsschriften, 15)
- Peter Schabe, Alicja Siatka, Konrad Vanja, Polsko-niemiecki tydzień spotkań we Wrocławiu / Breslau 2018 – Polnisch-Deutsche Begegnungswoche in Wrocławiu / Breslau 2018. Zaginione światy – życie społeczności żydowskiej w Breslau / Wrocławiu wczoraj i dzisiaj utrwalone w ich zabytkach. Polsko-niemiecki tydzień spotkań w ramach ECHY 2018. 3 – 9 grudnia 2018. – Verschwundene Welten.– Wiedergefundene Orte: Jüdische Lebenswelten in Breslau gestern und heute im Spiegel ihrer Denkmale. Eine polnisch-deutsche Begegnungswoche im ECHY-Jahr 2018, 3. – 9. Dezember 2018. Abschlussdokumentation vorgelegt von der Deutsch-Polnischen Stiftung Kulturpflege und Denkmalschutz (Hrsg.). Wrocław: Agencja Wydawnicza ARGIsc. 2019. ISBN 978-83-64358-56-2
- Konrad Vanja, Brückenarbeit deutsch-polnischer Initiativen zum gemeinsamen Kulturerbe im Bereich der Museen, in: Guido Hinterkeuser, Klaus-Henning von Krosigk, Peter Schabe (Hrsg.), Kulturerbe verpflichtet. Zehn Jahre Deutsch-Polnische Stiftung Kulturpflege und Denkmalschutz (2007–2017) | Bilanz und Zukunft. Berlin: Lukas-Verlag, 2017, S. 101–118.
- mit Gerhard Weiduschat: Vom Sieg der guten Sache. Über die deutsche Polenbegeisterung. In: Malgorzata Omilanowska, Tomasz Torbus (Hrsg.): Tür an Tür. Polen – Deutschland. 1000 Jahre Kunst und Geschichte. Dumont, Köln 2011, ISBN 978-3-8321-9399-7, S. 444 ff.
- Les principaux centres de production d’imagerie populaire imprimée en Europe. In: Marie-Louise Schneider (Hrsg.): Des Mondes de Papier. L’Imagerie populaire de Wissembourg. Musées de la Ville de Strasbourg, Strasbourg 2010, S. 27–31.
- mit Tilmann Wesolowski, Irene Ziehe: Rudolf Virchow der Volkskundler und Ethnograph: Methoden, Themen und Formen seiner Forschungen und Sammlungen. In: Ingo Wirth (Hrsg.): Neue Beiträge zur Virchow-Forschung. Festschrift zum 70. Geburtstag von Christian Andree. Olms, Hildesheim u. a. 2010, S. 465–484.
- Bilderhandel in Europa. Ein Bildbericht. In: Alberto Milano (Hrsg.): Commercio delle stampe e diffusione delle immagini nei secoli XVIII e XIX – Trade and circulation of popular prints, XVIII and XIX century – Bilderhandel und Bildverbreitung im 18. und 19. Jahrhundert. ViaDellaTerra, Rovereto 2008 S. 49–59.
- Polenbegeisterung. Kupfergraben-Verl.-Ges., Berlin 2005. (hrsg. mit Wolfgang Michalka und Erardo Cristoforo Rautenberg)
- Vivat – Vivat – Vivat! Museum für Dt. Volkskunde, Berlin 1985.
- Handwerker in Berlin – heute. Verein d. Freunde d. Museums für Dt. Volkskunde, Berlin 1981.
- Dörflicher Strukturwandel zwischen Überbevölkerung und Auswanderung. Marburger Studienkreis für Europ. Ethnologie e.V., Marburg 1978.

## Mitgliedschaften
- Mitglied des Wissenschaftlichen Beirats beim Minister für Wissenschaft und Kultur des Freistaates Sachsen für das Institut für Sächsische Geschichte und Volkskunde in Dresden (1998–2014)
- Wissenschaftlicher Beirat am Donauschwäbischen Zentralmuseum Ulm (2005–2016)
- Wissenschaftlicher Beirat am Pommerschen Landesmuseum Greifswald (bis 2014)
- Conseil Scientifique du Musée des Civilisations de l’Europe et de la Méditerranée in Marseille
- Mitglied des Wissenschaftlichen Beirats (bis 2012) und seit 2012 als Persönlichkeit des öffentlichen Lebens in den Stiftungsrat des Schlesischen Museums zu Görlitz berufen
- Vorstand der Deutsch-Polnischen Stiftung Kulturpflege und Denkmalschutz (seit 2011)
- Beisitzer der Landesgeschichtlichen Vereinigung für die Mark Brandenburg (bis 2014)
- 2. Vorsitzender der Deutschen Gesellschaft für Volkskunde (1995 bis 2005)
- Korrespondierendes Mitglied der Österreichischen Gesellschaft für Volkskunde
- Mitglied der Schweizerischen Gesellschaft für Volkskunde (auf Lebenszeit)
- Mitglied der Société „Le Vieux Papier“ pour l’étude de la vie quotidienne à travers les documents et l’iconographie, Paris
- Beisitzer im Vorstand des Fördervereins Retti e.V., Ansbach (seit 2018)
- Vorstand Senta-Weygandt-Stiftung, Görlitz (seit 2023)

## Auszeichnungen
- Verleihung des Dialog-Preises der Deutsch-Polnischen Gesellschaft des Bundesverbands (November 2012)
- Gedenkmedaille der Universität Wrocław zur 200-Jahr-Feier (Juni 2012)
- Auszeichnung mit der Karl von Holtei-Medaille der Breslauer Sammlung Köln (2007)
- Verleihung des Kavalierskreuz des Verdienstordens der Republik Polen (März 2006)